# Потоцкий, Ежи
Ежи Юзеф Потоцкий (пол. Jerzy Józef Potocki; 29 января 1889, Вена — 20 сентября 1961, Женева) — польский граф, дипломат. Ротмистр кавалерии Войска Польского, сенатор и землевладелец.

## Биография
Представитель польского графского рода Потоцких герба «Пилява». Младший сын графа Романа Потоцкого (1851—1915), 3-го ордината ланьцутского, и Эльжбеты Матильды Радзивилл (1861—1950). 
Старший брат Альфред Антоний Потоцкий (1886—1958), последний (4-й) ординат ланьцутский.
8 января 1919 года Ежи Потоцкий был принят из Австро-Венгерской армии в Войско Польское, служил при Генеральном штабе и был военным атташе в Будапеште. 1 июня 1919 года получил чин ротмистра кавалерии.
С 1933 года на дипломатической службе, в том же году был назначен послом в Италию, но отказался в знак протеста против «Пакта четырёх».
В 1933—1936 годах посол Польши в Турции.
В 1936—1940 годах посол Польши в США.
После Второй мировой войны поселился в Лиме, столице Перу.

## Семья и дети
28 июля 1931 года в Париже женился на Сюзаните Орбегосо (род. 8 октября 1899, Перу), от брака с которой у него был один сын:
- Станислав Альфред Потоцкий (род. 28 апреля 1932, Париж), женат с 1997 года на Розе Сюзанне Ларко де ла Фуэнтэ (род. 1927, Лима).